# Nesolio
Nesolio (Nesoli in dialetto bergamasco e lecchese) è una frazione di Erve ed è posto ad una altitudine di 700 metri s.l.m. Si trova sul  monte Ocone, si affaccia al Resegone e domina tutto Erve.

## Storia

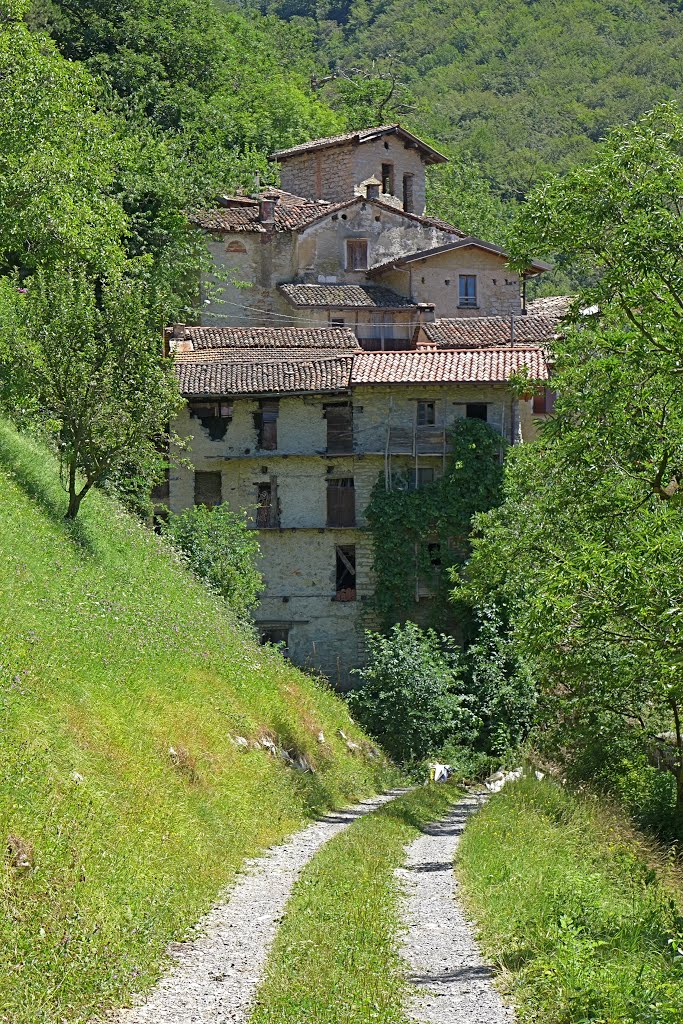
Nesolio

Su Nesolio esistono due leggende. Secondo la prima “All'origine un guerriero franco, arrivato in Italia a seguito di Carlo Magno, dopo aver abitato in Valle Imagna, a Valsecca (da dove deriva appunto il cognome Valsecchi, molto diffuso tra le famiglie a Erve), sposò una ragazza del posto. Superò poi la giogaia tra la Valle Imagna e San Martino andando ad arare alcuni terreni in località Prò Rat da dove scese per stabilirsi dove ora sorge Nesolio”. La seconda vorrebbe che sia stata fondata da due franco-galli, di nome Rubier o Rubillier, venuti da oltre le Alpi al seguito di un esercito e qui stabilitisi. Si dice che abbiano dato il nome al borgo dove si insediarono, detto Nesolò o Nesoui derivato dalla lingua francese e infatti esiste anche in Francia un paese con questo nome. Questi primi abitanti si unirono con i paesani di Valsecca e vennero per questo motivo soprannominati poi “Valsec” di cui ebbe origine il cognome Valsecchi.” Salvo l'ipotesi che i primi abitanti della Val d'Erve siano calati dalle valli intorno.
Agli inizi del XX secolo Nesolio contava 170 abitanti, distribuiti in una ventina di unità abitative ed altrettante famiglie.  Ancora negli anni cinquanta, le famiglie residenti erano 17, ma a partire da quegli anni è stato progressivamente abbandonato.
L'importanza di questa frazione dal punto di vista storico è legata a due fattori principali:
1. Le sue caratteristiche dal punto di vista architettonico, tradizionale complesso architettonico montano di epoca medievale, rimasto inalterato nel corso dei secoli. Di particolare rilevanza la vecchia piazza, la fontana e la “strada”, una viuzza stretta a gradoni che collega gli angoli più caratteristici del paese.
2. L'esistenza di Nesolio come nucleo originario: una cartina del 1636 evidenzia ancora “Nesoli” e non Erve, come borgo principale.

Nesolio risulta raggiungibile, oltre che da una strada carrabile, da un'antica mulattiera, lunga circa 400 metri, che si innesta alla quota di 598 metri, per arrivare alla quota di 695 metri. È rimasta l'unica via di comunicazione con Erve prima della costruzione della strada carrabile. Questa fu la salvezza di Nesolio perché rese attivo il centro fino al momento del progressivo abbandono da parte degli abitanti.
Ora Nesolio è quasi del tutto abbandonato. Nel borgo vivono solo due persone che hanno fatto una scelta legata alla passione per la natura e per gli ambienti della tradizione. L'abbandono ha portato ad un inevitabile degrado del borgo, che, privo delle necessarie manutenzioni, rischia di diventare un  paese fantasma lasciato all'azione “distruttrice” del tempo e degli aperti naturali, senza contare la perdita della memoria collettiva della sua esistenza e delle sue particolarità.

## Economia

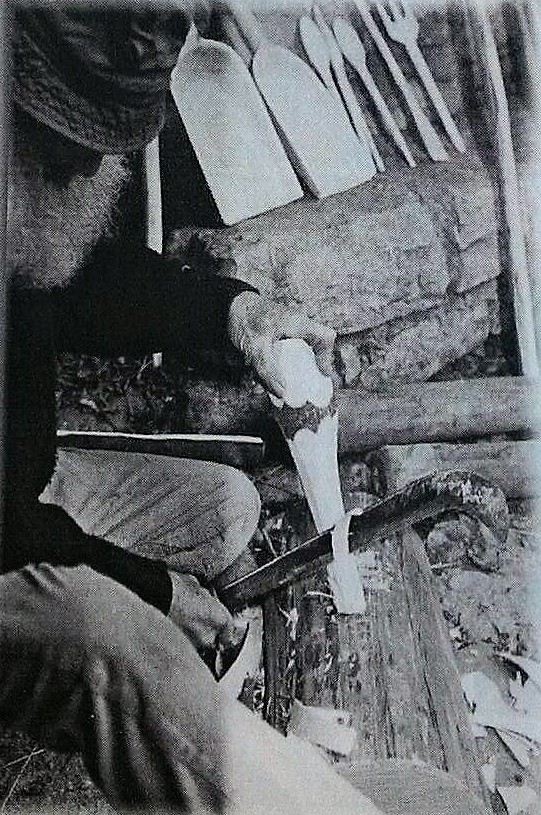
Fabbricazione di attrezzi in legno a Nesolio

Nesolio è un borgo basato su un'economia agricola povera ed essenziale, legata all'allevamento e alla coltivazione. Da ricordare la tradizione coltivazione e raccolta delle castagne, effettuata con la metodologia della battitura. La castagna era l'alimento principale del paese, abbinata al latte di capra e di mucca e alle patate.

### Agricoltura e coltivazione
Il luogo appartato e la presenza del sole ha favorito la coltivazione di frumento e vigne e anche una stabile residenza di famiglie che si disposero in nuclei appartati. 
Tra le principali attività, di particolare rilevanza per la sopravvivenza del paese era la pratica dell'allevamento, soprattutto capre, pecore, galline, polli, conigli, in parte anche di mucche.
Usavano attrezzi per il loro lavoro agricolo prodotti artigianalmente, tra gli altri il “mastèl” secchio fatto di legno per la raccolta del latte appena munto, il “cestello” che si usa tuttora per raccogliere frutta e verdure negli orti, la “scagna” sedia in legno, la “gerla” ricavata dalla corteccia, si usava e si usa tuttora per il letame, la “berla” usata per il  fieno e, infine, il “podèt” o chiamato anche “sass” usato per tagliare gli alberi.

### Costruzioni ed edilizia
La costruzione è quella dei villaggi rurali prealpini: pietra locale per le murature, legno di ciliegio e castagno per le strutture lignee di copertura e lastre per coprire i tetti. Gli edifici risultano per lo più collocati lungo il fianco del monte e si sviluppano a partire dalla piazzetta centrale del paese. L'abitato risulta composto da un tessuto molto fitto, caratterizzato da vie molto strette. Le caratteristiche tipologiche dell'abitato richiamano la vita semplice e severa legata alla terra.